# Albert Octave t’Serclaes de Tilly

Wappen der Familie t’Serclaes de Tilly

Albert Octave t’Serclaes de Tilly (* 22. Dezember 1646 in Brüssel; † 3. September 1715 in Barcelona) war ein spanischer Kriegsrat und Generalfeldmarschall, Vizekönig von Navarra, Aragon und Katalonien.

## Leben

### Herkunft
Albert Octave, Herr von Montigny (Montignies-sur-Sambre bei Charleroi) und Tilly, entstammte dem alten Brüsseler, seit 1622 reichsgräflichen Geschlecht t’Serclaes de Tilly. Sein Vater Johann (II.) t’Serclaes de Tilly, Herr von Montigny usw., Erb-Seneschall der Grafschaft Namur († 1669), war als Jakobs Sohn ein Neffe des Feldherrn des Dreißigjährigen Krieges Johann Tilly, und seine Mutter Dorothea, Enkelin Graf Johanns von Ostfriesland-Falkenburg, war eine Urenkelin von Kaiser Maximilian I. Alberts Mutter Marie Françoise war eine Tochter von Jean de Montmorency, seit 1630 Fürst von Robecq. Der Feldherr Claude Frédéric t’Serclaes van Tilly (1648–1723) war sein Bruder.

### Wirken

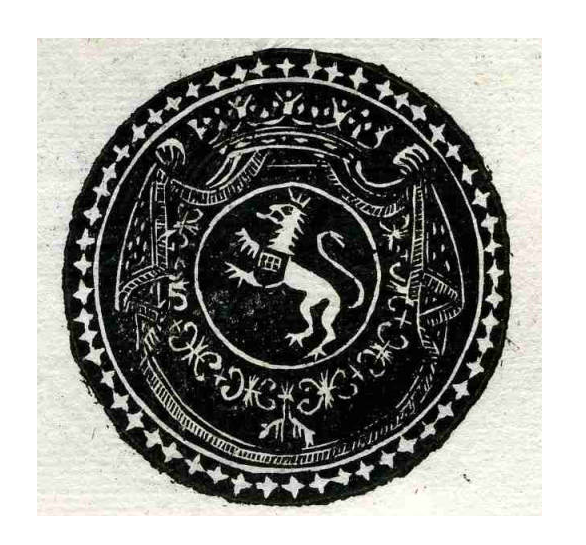
Siegel des Fürsten mit Orden vom Goldenen Vlies und Grandenkrone (1714)

Albert trat früh in spanische Dienste, wurde Generaladjutant in den Niederlanden, dann Kommandierender en chef der Lütticher Truppen und Kammerherr. Für seine Verdienste erhob ihn der spanische König Karl II. (der wie Albert ein Urururenkel von Kaiser Maximilian I. war) am 22. Dezember 1693 in Madrid zum Fürsten und ernannte ihn zum General seiner gesamten Armee in den Niederlanden.
Nach Karls II. Tod diente Fürst Albert Octave dessen Nachfolger Philipp V. aus dem französischen Hause Bourbon-Anjou, der ihn nach Spanien berief und das Kommando über ein spanisches Korps anvertraute. 1702 nahm der König den Fürsten in den Orden vom Goldenen Vlies auf. Tilly machte im Spanischen Erbfolgekrieg 1704 den Feldzug nach Portugal unter Berwick mit und führte den Flügel der französisch-spanischen Armee. Ende 1704 und 1705 befehligte er allein in Extremadura. 1705 erhob der König ihn zum Granden erster Klasse. Kurz darauf verlieh der König Tilly die beispiellose hohe Ehre, in der königlichen Kapelle direkt hinter dem König sitzen zu dürfen. Dies erregte Unmut bei den anderen Granden des Königreichs, worauf einige den Zorn des Königs zu spüren bekamen.
Nach Vendômes Tod 1712 erhielt Tilly den Oberbefehl über das gesamte französisch-spanische Heer, aber zugleich von König Philipp den Befehl, nichts zu wagen, weshalb er der Belagerung von Girona durch Starhemberg ruhig zusah, bis Berwick mit einer französischen Armee herannahte und Girona von der Besatzung befreite. Darauf wurde Tilly Vizekönig von Navarra, Aragon und Katalonien.

### Familie

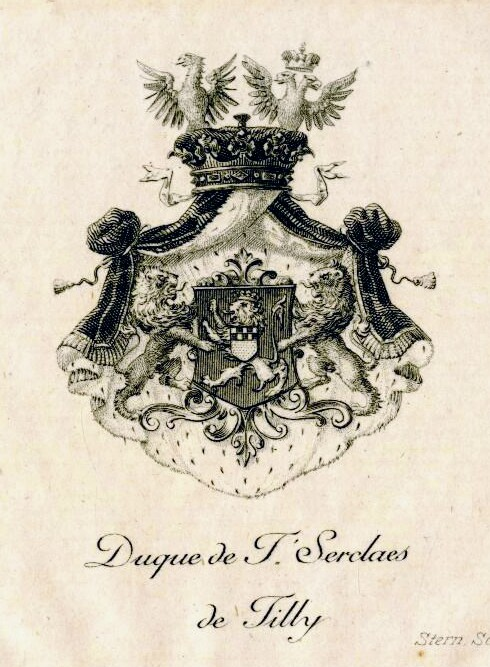
Wappen der Herzöge de T’Serclaes de Tilly, Granden von Spanien

Verheiratet war er in erster Ehe seit 1676 mit Komtess Marie Madeleine de Longueval de Buquoy († 1679), Tochter des spanischen Statthalters der Grafschaft Hennegau, Granden von Spanien, Karl Albert de Longueval, Graf von Buquoy.
Eine zweite Ehe ging er mit Alexandrine de Baqc (Back) ein, der Tochter eines spanischen Edelmannes. Die Legitimität dieser Ehe und mithin ihrer Nachkommenschaft, war jedoch zweifelbehaftet.
Eine letzte Ehe ging der Fürst 1712 ein, mit seiner Nichte, der Komtess Marie Madeleine Therese Françoise t’Serclaes de Tilly († 1727).

#### Nachkommen
Aus der ersten Ehe stammten zwei Söhne und eine Tochter, die aber vor ihm starben.
Mit Alexandrine de Baqc hatte er eine Tochter, Komtess Albertine (Doña Albertina), die 1703 in Brüssel zur Welt kam und der erst 1734 durch ein spanisches Dekret der Rang einer Prinzessin de T’Serclaes-Tilly zuerkannt wurde. Von ihr stammen die späteren Herzöge T’Serclaes de Tilly aus dem Hause Perez de Guzman ab.